# Łucznictwo na Igrzyskach Panamerykańskich 2019
Łucznictwo na Igrzyskach Panamerykańskich 2019 odbywało się w dniach 7–11 sierpnia 2019 roku w Complejo Deportivo Villa María del Triunfo w Limie. Osiemdziesięciu czterech zawodników obojga płci rywalizowało łącznie w ośmiu konkurencjach indywidualnych i zespołowych.
Zawody były jedną z kwalifikacji do LIO 2020, a podczas nich ustanowiono jedenaście rekordów igrzysk oraz jeden rekord świata.

## Podsumowanie

### Klasyfikacja medalowa
| Klasyfikacja medalowa | Klasyfikacja medalowa | Klasyfikacja medalowa | Klasyfikacja medalowa | Klasyfikacja medalowa | Klasyfikacja medalowa |
| Miejsce               | państwo               | Złoto                 | Srebro                | Brąz                  | Razem                 |
| --------------------- | --------------------- | --------------------- | --------------------- | --------------------- | --------------------- |
| 1                     | Stany Zjednoczone     | 2                     | 2                     | 3                     | 7                     |
| 2                     | Kanada                | 2                     | 0                     | 1                     | 3                     |
| 3                     | Meksyk                | 1                     | 2                     | 1                     | 4                     |
| 4                     | Kolumbia              | 1                     | 1                     | 3                     | 5                     |
| 5                     | Argentyna             | 1                     | 0                     | 0                     | 1                     |
| =                     | Salwador              | 1                     | 0                     | 0                     | 1                     |
| 7                     | Brazylia              | 0                     | 1                     | 0                     | 1                     |
| =                     | Chile                 | 0                     | 1                     | 0                     | 1                     |
| =                     | Gwatemala             | 0                     | 1                     | 0                     | 1                     |
| Razem                 | Razem                 | 8                     | 8                     | 8                     | 24                    |

### Medaliści
| Konkurencja            | 1. miejsce                                                            | 2. miejsce                                                | 3. miejsce                                                          |               |
| Łuk klasyczny          | Łuk klasyczny                                                         | Łuk klasyczny                                             | Łuk klasyczny                                                       | Łuk klasyczny |
| ---------------------- | --------------------------------------------------------------------- | --------------------------------------------------------- | ------------------------------------------------------------------- | ------------- |
| Indywidualnie mężczyzn | Crispin Duenas                                                        | Marcus D’Almeida                                          | Eric Peters                                                         |               |
| Drużynowo mężczyzn     | Kanada · Crispin Duenas · Brian Maxwell · Eric Peters                 | Chile · Andres Aguilar · Juan Painevil · Ricardo Soto     | Stany Zjednoczone · Brady Ellison · Thomas Stanwood · Jack Williams |               |
| Indywidualnie kobiet   | Alejandra Valencia                                                    | Chatuna Lorig                                             | Casey Kaufhold                                                      |               |
| Drużynowo kobiet       | Stany Zjednoczone · Casey Kaufhold · Chatuna Lorig · Erin Mickelberry | Meksyk · Mariana Avitia · Aída Román · Alejandra Valencia | Kolumbia · Valentina Acosta · Ana Rendón · Maira Sepulveda          |               |
| Mikst                  | Stany Zjednoczone · Casey Kaufhold · Brady Ellison                    | Kolumbia · Ana Rendón · Daniel Pineda                     | Meksyk · Alejandra Valencia · Ángel Alvarado                        |               |
| Łuk bloczkowy          |                                                                       |                                                           |                                                                     |               |
| Indywidualnie mężczyzn | Roberto Hernández                                                     | Braden Gellenthien                                        | Daniel Muñoz Perez                                                  |               |
| Indywidualnie kobiet   | Sara López                                                            | Andrea Becerra                                            | Paige Pearce                                                        |               |
| Mikst                  | Argentyna · Maria Gonzalez · Ivan Nikolajuk                           | Gwatemala · Maria Zebadua · Jose del Cid                  | Kolumbia · Sara López · Daniel Muñoz Perez                          |               |